# Hans Mugrauer
Hans Mugrauer (geboren 3. Februar 1899 in Langenbruck bei Oberplan im Böhmerwald, Österreich-Ungarn; gestorben 17. Juli 1975 in Minden) war ein deutscher Gewerkschafter.

## Leben
Hans Mugrauer war Sohn des Landarbeiters und Bergmanns Josef Mugrauer (1870–1941) und der Albine Tomaschke (1870–1933), er hatte drei Geschwister. Mugrauer wurde Bergmann und arbeitete ab 1919 in Deutschland im Ruhrbergbau als Lehrhauer. Mugrauer heiratete 1920 Margarete Karbowski, das Ehepaar trat aus der Kirche aus. Sie hatten eine Tochter. 1924 erhielt er die deutsche Staatsbürgerschaft.
Mugrauer wurde 1919 Mitglied der SPD und des Bergarbeiterverbands und später des Reichsbanners. Er bildete sich weiter und besuchte 1921/22 die Handelsschule und 1928/29 die Staatliche Fachschule für Wirtschaft und Verwaltung in Düsseldorf. 1928 wurde Mugrauer Gewerkschaftssekretär beim Hauptvorstand des Verbandes der Bergbauindustriearbeiter Deutschlands in Bochum und Redakteur der Gewerkschaftszeitschrift Verband und Wirtschaft.
Nach der Machtübergabe an die Nationalsozialisten 1933 floh Mugrauer im August 1933 in die Tschechoslowakei. Er wirkte als Stützpunktleiter im  Grenzsekretariat Karlsbad der Revolutionären Sozialisten Deutschlands (RSD) unter Willy Lange. 1937/38 war er in Teplitz-Schönau Herausgeber der für Deutschland bestimmten Bergarbeiter-Zeitung und war Kontaktmann zur Miners International Federation London. Nach der Annexion des Sudetenlandes floh Mugrauer Ende 1938 nach Schweden.
Mugrauer wurde Vorstandsmitglied der Stockholmer Ortsgruppe der SoPaDe und wirkte in einem Arbeitskreis deutscher Gewerkschafter zum zukünftigen Aufbau der Gewerkschaften in Deutschland mit. Zwischen 1944 und 1948 war er Vorsitzender bzw. Geschäftsführer unterschiedlicher deutscher anti-nationalsozialistischer Organisationen in Schweden und des Demokratischen Hilfskomitees für Deutschland. Er kehrte 1948 nach Deutschland zurück und arbeitete als Gründer und Geschäftsführer der DGB-Briefschule in Frankfurt am Main.
Mugrauer wurde 1950 Persönlicher Referent des Vorsitzenden der IG Bergbau und Energie, August Schmidt und ging 1952 als Arbeitsdirektor zur Ewald-Kohle-AG, Herten. Von 1957 bis 1962 war er dann Arbeits- und Bergwerksdirektor der Salzgitter AG. Mugrauer war Mitgründer der Hans-Böckler-Gesellschaft und der Stiftung Mitbestimmung. Er erhielt 1974 die Stadtplakette Recklinghausen und 1975 das Große Bundesverdienstkreuz.